# سیریان راوه
سیریان راوه (فرانسوی: Cyrian Ravet‎؛ زادهٔ ۵ سپتامبر ۲۰۰۲) تکواندوکار اهل فرانسه است.
وی در مسابقات کشوری و بین‌المللی در مجموع برندهٔ ۴ مدال طلا، ۲ مدال برنز شده است.